# Farväl, sköna hem!
Farväl, sköna hem! (franska: Adieu, plancher des vaches!) är en fransk-italiensk-schweizisk dramakomedi från 1999 i regi av Otar Iosseliani.

## Utmärkelser
Filmen vann Louis Delluc-priset 1999.

## Roller (urval)
- Nico Tarielashvili – sonen
- Lily Lavina – modern
- Otar Iosseliani – fadern
- Philippe Bas – motorcyklisten
- Stéphanie Hainque – flickan i baren
- Mirabelle Kirkland – jungfrun
- Amiran Amiranachvili – luffaren
- Joachim Salinger – tiggaren
- Eva Ionesco – en prostituerad
- Mathieu Amalric – fyllot i baren